# José de la Cruz Turcios y Barahona

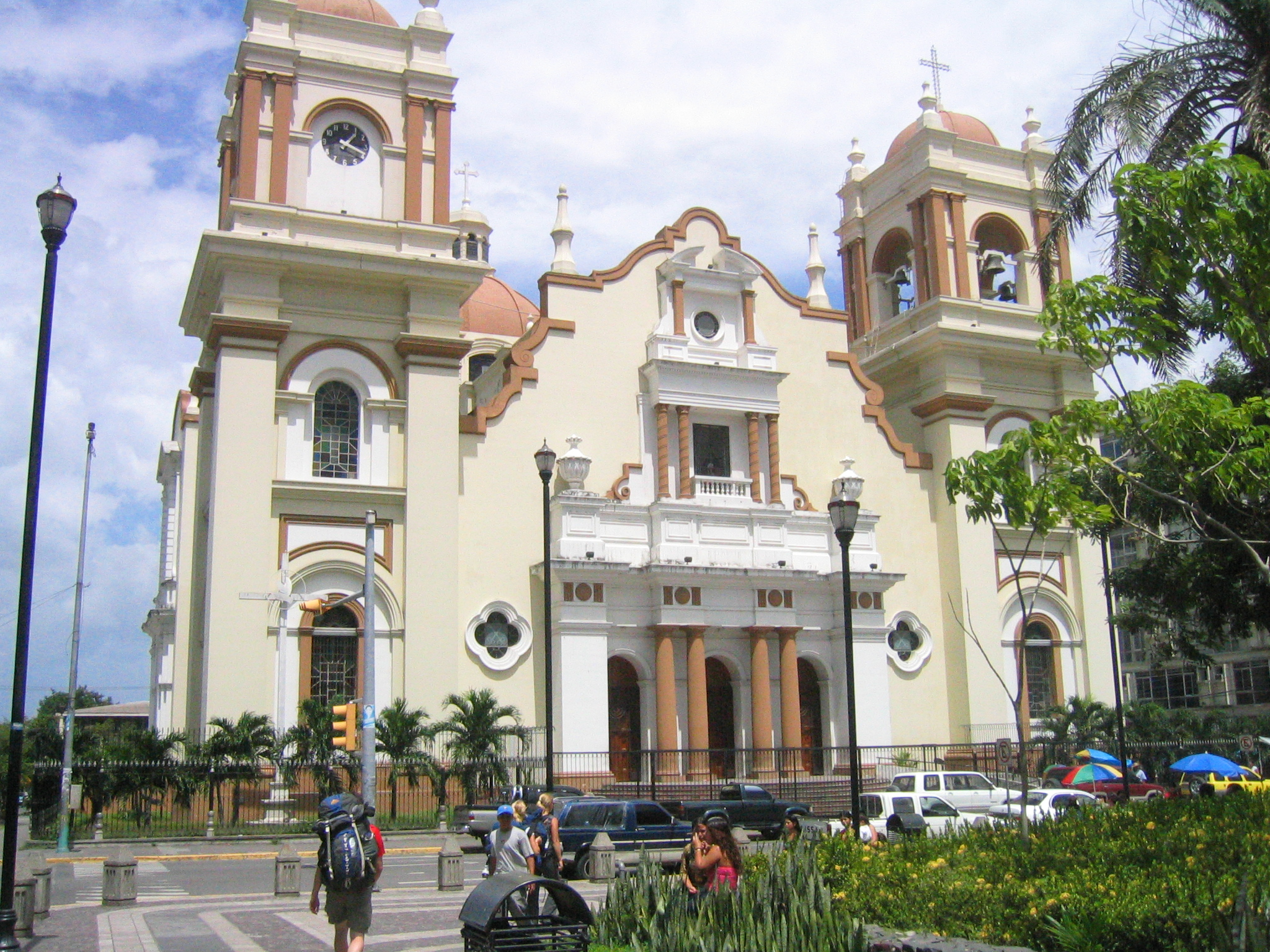
Die Kathedrale San Pedro Sula

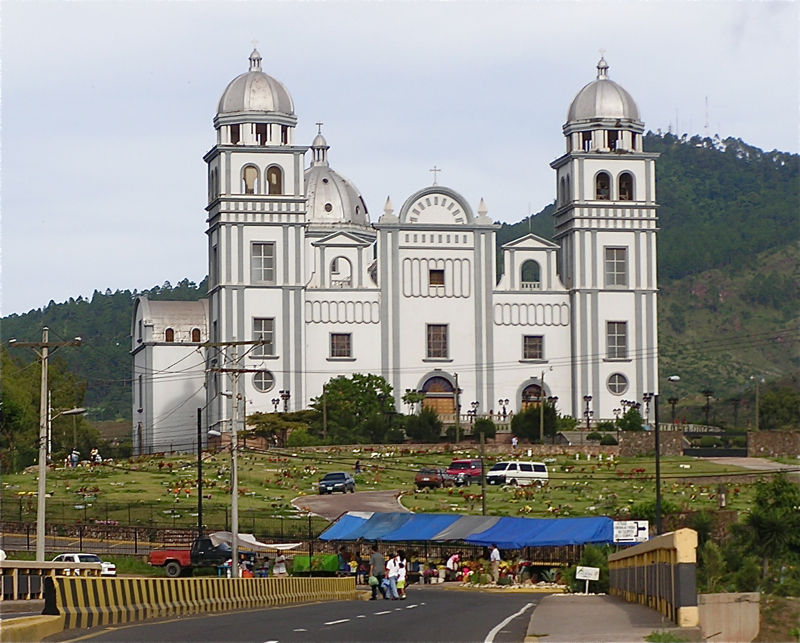
Die Basilika Virgen de Suyapa

José de la Cruz Turcios y Barahona SDB (* 1. September 1884 in Pespire, Departamento Choluteca, Honduras; † 18. Juli 1968 in Tegucigalpa) war ein honduranischer Ordenspriester und römisch-katholischer Erzbischof.

## Leben
Der Sohn von Francisco Turcios und Petrona Barahona ging in das Colegio Salesiano de San Juan Bosco der Salesianer Don Boscos in Santa Tecla in El Salvador. Nach dem Noviziat, den ersten Gelübden und der philosophisch-theologischen Ausbildung wurde er am 1. Januar 1920 zum Priester geweiht. Zunächst wirkte er zwei Jahre in San Salvador, dann sieben Jahre in Panama, zwei Jahre in Cartago in Costa Rica und schließlich zehn Jahre in der costa-ricanischen Hauptstadt San José.
Am 28. Mai 1943 wurde er zum Weihbischof im Bistum Santa Rosa de Copán in Honduras, verbunden mit dem Titularbistum Carrhae. Die Bischofsweihe erfolgte am 15. August 1943 durch Erzbischof Federico Lunardi und die Mitkonsekratoren Bischof Juan Sastre y Riutort CM und Bischof Miguel Angel Machado y Escobar.
Am 8. Dezember 1947 wurde er ins Erzbistum Tegucigalpa transferiert. Er blieb Erzbischof bis zum 18. Mai 1962, als er im Zuge seiner Emeritierung zum Titularerzbischof von Nisibis erhoben wurde.
Im Bistum Santa Rosa de Copán legte er am 7. August 1949 den Grundstein für die Kathedralkirche San Pedro Sula in gleichnamigen Ort San Pedro Sula und schließlich 1954 im Erzbistum Tegucigalpa denjenigen für die Basilika von Suyapa.
Er war Träger der Medalla de Oro al Mérito der Republik Panama.